# Ambra Gutierrez
Ambra Battilana Gutierrez (Turín, 15 de mayo de 1992) es una modelo italiana que fue finalista de Miss Italia y ha aparecido en GQ Italia. Anteriormente ella era Miss Piamonte. Los medios estadounidenses le dieron una amplia cobertura por su participación en la exposición de las acusaciones de abuso sexual contra Harvey Weinstein.

## Primeros años de vida
Ambra Gutierrez nació en Turín, Piamonte, de padre italiano y madre filipina. Recibió su diploma de secundaria en la Escuela ITPG Guarino Guarini, donde obtuvo su título en agrimensura.

## Carrera
En 2010, justo después de cumplir 18 años, Ambra Battilana fue llevada por su mánager a una fiesta bunga bunga asociada con Silvio Berlusconi. Según su relato, ella fue después de que su mánager le mintiera y le dijera que iban a celebrar su logro de llegar a la final del concurso de belleza Miss Italia. Más tarde se convirtió en uno de los testigos clave en el proceso judicial contra Berlusconi e informó de su experiencia a los magistrados italianos.
Recibió una amplia cobertura en las noticias después de que ella alegara que Harvey Weinstein la agredió sexualmente en 2015 mientras revisaban su portfolio. Ella dijo que apenas hablaba inglés en ese momento. Ella presentó una denuncia ante la policía esa noche, colaboró con la policía y al día siguiente usó un micrófono oculto mientras hablaba con Weinstein. En la grabación, él le pide repetidamente que entre a su habitación mientras Gutierrez dice cosas como: «Quiero irme», «No quiero» y «Quiero bajar las escaleras». Cuando ella le pregunta por qué intentó agredirla el día anterior, él dice: «Oh, por favor, lo siento, entra», y continúa: «Estoy acostumbrado a eso. Vamos. Por favor». Cuando Gutierrez le pregunta si está acostumbrado a manosear a las personas contra su voluntad, responde: «Sí». Cuando le preguntan por qué le agarró el pecho contra su voluntad, dice: «No lo volveré a hacer». La grabación se ha hecho pública desde entonces.
A pesar de la confesión grabada en audio, el fiscal de distrito Cyrus Vance Jr. decidió no presentar cargos por falta de pruebas. En los meses siguientes, Gutierrez recibió una amplia cobertura sensacionalista en los tabloides, incluidas varias historias de «fuentes anónimas» en el New York Post tras el incidente que siguió a la publicación de la grabación. Ella dejó de recibir trabajos como modelo. Gutierrez finalmente firmó un acuerdo de confidencialidad estricto con Weinstein, aunque declaró que en ese momento no entendía realmente lo que estaba firmando y que estaba tratando de protegerse a sí misma y a su familia de Weinstein ya que nadie la creía y su familia estaba amenazada.

## Activismo
Es miembro del Consejo de Liderazgo de Model Alliance, cuyo objetivo es ayudar a crear un ambiente de trabajo seguro y justo para otras modelos, y trabaja en estrecha colaboración con organizaciones como Eek Media, Safe Horizon y Humanility.
Fue la primera artista que apoyó el movimiento Me Too en Irán. Ella habló sobre su historia para las mujeres iraníes en un video creado por un instituto legal iraní y una empresa de medios estadounidense.